# Антиреволюційна партія
Антиреволюційна партія (нід. Anti-Revolutionaire Partij, ARP) — нідерландська християнсько-демократична політична партія у 1879—1980 роках. Є одним із попередників партії Християнсько-демократичний заклик.

## Історія
Антиреволюційна парламентська фракція існувала з 1840 року. Вона представляла ортодоксальні тенденції в Голландській реформатській церкві та була реальною політичною силою, яка виступала проти ліберальних тенденцій в реформатській церкві і нідерландській політиці.
У 1879 році протестантський богослов і політик Абрахам Койпер (нід. Abraham Kuyper) став засновником Антиреволюційної партії. Клопотання 1878 року про рівну оплату за релігійні та державні школи стало одним з каталізаторів цього політичного руху.
У 1879 році 13 (з 100) анти-революціонерів були в палаті представників, хоча і не всі вони були членами ARP. У період 1879-1883 їх кількість зростала повільно, досягаючи максимуму в 19 членів. Після виборів 1884 року партія отримала 21 місце у парламенті. У 1886 році ARP виграла перше місце у Сенаті.
У 1888 році Антиреволюційна партія виграла вибори, отримавши 31,4 % голосів і 27 місць. Був сформований уряд, до складу якого увійшли представники антиреволюційної та католицької партій.
Після виборів 1891 року ARP втратила 2 % своїх голосів та 6 місць. Був сформований ліберальний кабінет.
У 1901 ARP отримала рішучу перемогу. Вона завоювала 27,4 % голосів і 23 місця. Був сформований уряд з ARP та католицької партії.
Під час німецької окупації в Другій світовій війни ARP з іншими політичними партіями заборонена у 1941 році. Багато членів партії брало участь у русі опору.
Після Другої світової війни ARP повернулася до голландської політики. ARP виступила проти деколонізації Голландської Ост-Індії (зараз незалежна Індонезія).
У 1967 році почалися переговори з питання про створення блоку між ARP, Християнсько-історичним союзом та Католицькою народною партією. У 1974 році була заснована федерація, що називалася Християнсько-демократичний заклик. У 1980 році на базі федерації було створено політичну партію.